# Бережницеві мушки
Бережницеві мушки (Ephydridae) — родина двокрилих комах надродини Ephydroidea. Це крихітні мухи, які можна зустріти біля морських берегів та на внутрішніх водоймах. Містить близько 2000 видів, що поширені по вьому світові.

## Опис
Дрібні або середнього розміру мухи, завдовжки 0,9 — 7,0 мм. Забарвлення тіла чорне або сіре. Крила прозорі, але в деяких видів можуть бути з темним малюнком. Лице дуже вигнуте вперед, ротовий витягнутий, на лобі є щетина. Антени короткі, складаються з трьох члеників.

## Спосіб життя
Дорослі мухи трапляються неподалік водойм різного типу (проточних, стоячих, прісних, солоних). Біологія різноманітна. Живляться, переважно, мікроорганізмами (водоростями і іншими). Деякі представники — екстремофіли: їх личинки можуть траплятися в гарячих джерелах (Scatella), на гіперсолоних водоймах (Ephydra), в нафтових ставках (Helaeomyia petrolei). Інші види розвиваються також на трупах (Athyroglossa), фекаліях (Allotrichoma), в гніздах павуків (Trimerina), серед них є і паразити людини і фітофаги-мінери водних рослин (Hydrellia) і шкідники культурних рослин, таких як рис, ячмінь і овес.

## Класифікація
Родина ділиться на 5 підродин, що складається з 19 триб і 127 родів:
- Discomyzinae[en]
  - Discomyzini[d]
    - Actocetor[sv] Becker[en], 1903
    - Clasiopella[sv] Hendel[en], 1914
    - Discomyza[en] Meigen[en], 1830
    - Discostriata[it] Krivosheina(інші мови), 2008
    - Eremomusca[sv] Mathis[sv], 1985
    - Guttipsilopa[sv] Wirth[en], 1956
    - Helaeomyia[en] Cresson[d], 1941
    - Hostis[en] Cresson[d], 1945
    - Mimapsilopa[en] Cresson[d], 1941
    - Paratissa[sv] Coquillett[en], 1900
    - Rhysophora[sv] Cresson[d]
    - Trypetomima[sv] de Meijere[en], 1916

  - Psilopini[d]
    - Ceropsilopa[sv] Cresson[d], 1917
    - Clanoneurum[en] Becker[en], 1903
    - Cnestrum[nl] Becker[en], 1896
    - Cressonomyia[sv] Arnaud[d], 1958
    - Leptopsilopa[en] Cresson, 1922
    - Peltopsilopa[sv] Hendel, 1914
    - Psilopa[en] Fallén, 1823
    - Scoliocephalus[sv] Frey, 1958 (=Psiloposoma)
    - Trimerina[en] Macquart[en], 1835
    - Trimerinoides[nl] Cresson, 1925
- Ephydrinae[en]
  - Dagini[d]
    - Brachydeutera[en] Loew[en], 1862
    - Dagus[sv] Cresson[d], 1935
    - Diedrops[sv] Mathis[sv] & Wirth[en], 1976
    - Physemops[sv]
    - Psilephydra[sv]
    - Sinops[sv]

  - Ephydrini[d]
    - Austrocoenia[d] Wirth[en], 1970
    - Calocoenia[sv] Mathis[sv], 1975
    - Cirrula Cresson[d], 1915
    - Coenia[en] Robineau-Desvoidy[en], 1830
    - Dimecoenia[en] Cresson[d], 1916
    - Ephydra Fallén, 1810
    - Ephydrella[sv] Tonnoir[en] & Malloch[en], 1926
    - Halmopota[sv] Haliday[en], 1856
    - Neoephydra[d] Mathis, 2008
    - Notiocoenia[sv]
    - Paracoenia[sv]
    - Paraephydra[sv] Mathis, 2008
    - Setacera[en] Cresson, 1930

  - Parydrini[d]
    - Callinapaea[sv] Sturtevant & Wheeler[pt], 1954
    - Eutaenionotum[sv] Oldenberg[en], 1923
    - Parydra[en] Stenhammar, 1844
    - Rhinonapaea[nl]

  - Scatellini[d]
    - Amalopteryx[d] Eaton, 1875
    - Haloscatella Mathis, 1979
    - Lamproscatella[sv]
    - Limnellia[en] Malloch, 1925
    - Parascatella[d]
    - Philotelma[sv] Becker, 1896
    - Scatella[en] Robineau-Desvoidy, 1830 (=Apulvillus, Neoscatella)
    - Scatophila[sv] Becker, 1896 (=Centromeromyia)
    - Tauromima[d] Papp, 1979
    - Teichomyza[sv] (sottogenere?)
    - Thinoscatella[nl]
- Gymnomyzinae[en]
  - Discocerinini[d]
    - Diclasiopa[it] Hendel[en], 1917
    - Discocerina[en] Macquart, 1835
    - Ditrichophora[sv] Cresson, 1924
    - Galaterina[d] Zatwarnicki & Mathis, 2001
    - Gymnoclasiopa[sv] Hendel[en], 1939
    - Hecamedoides[sv] Hendel, 1917
    - Hydrochasma[ru]
    - Lamproclasiopa[en] Hendel, 1933 (=Basila)
    - Orasiopa[sv] Zatwarnicki & Mathis, 2001
    - Pectinifer[d]
    - Polytrichophora[sv] Cresson, 1924

  - Gastropini[it] Cresson[d], 1948
    - Beckeriella[sv] Williston, 1897
    - Gastrops[en] Williston, 1897

  - Gymnomyzini[d]
    - Athyroglossa[en] Loew, 1860 (=Parathyroglossa)
    - Cerometopum[sv] Cresson[d], 1914
    - Chaetomosillus[sv] Hendel, 1934
    - Chlorichaeta[sv] Becker, 1922
    - Gymnopiella[sv] Cresson, 1945
    - Hoploaegis[d]
    - Mosillus[en] Latreille, 1804 (=Gymnopa, Glabrinus)
    - Placopsidella[sv] Kertész, 1901
    - Platygymnopa[nl]
    - Stratiothyrea[sv] de Meijere, 1913
    - Trimerogastra[sv] Hendel, 1914 (=Pseudopelina)

  - Hecamedini[d]
    - Allotrichoma[sv] Becker, 1896
    - Diphuia[sv] Cresson[d], 1914
    - Elephantinosoma[sv] Becker, 1903
    - Eremotrichoma[sv] Giordani Soika[en], 1956
    - Hecamede[en] Haliday in Curtis, 1837 (=Soikia)

  - Lipochaetini[d]
    - Glenanthe[sv] Haliday, 1839
    - Homalometopus[sv]
    - Lipochaeta[en]
    - Paraglenanthe[sv]
    - Tronamyia[d] Mathis & Zatwarnicki, 2004

  - Ochtherini[d]
    - Ochthera[en] Latreille, 1802
- Hydrelliinae[en]
  - Atissini[d]
    - Asmeringa[sv] Becker, 1903
    - Atissa[en] Haliday[en] in Curtis[en], 1837 (=Pelignellus)
    - Cerobothrium[sv] Frey[en], 1958
    - Isgamera[sv]
    - Ptilomyia[sv] Coquillett[en], 1900
    - Schema[en]
    - Subpelignus[nl]

  - Dryxini[d]
    - Afrolimna[it] Cogan, 1968
    - Corythophora[it] Loew[en], 1862 (=Karema)
    - Dryxo[sv] Robineau-Desvoidy[en], 1830 (=Blepharitarsis, Cyphops)
    - Oedenopiforma[d]
    - Oedenops[nl]
    - Omyxa[d]
    - Papuama[d] Mathis & Zatwarnicki 2002
    - Paralimna[en] Loew, 1862

  - Hydrelliini[d]
    - Cavatorella[sv] Deonier, 1995
    - Hydrellia[en] Robineau-Desvoidy[en], 1830
    - Lemnaphila[en]

  - Notiphilini[d]
    - Dichaeta[en] Meigen[en], 1830
    - Notiphila[en] Fallén, 1810
    - Psilopoidea[d]

  - Typopsilopini[d]
    - Eleleides[sv] Cresson[d], 1948
    - Typopsilopa[en] Cresson[d], 1916
- Ilytheinae[en]
  - Hyadinini[d]
    - Axysta[sv] Haliday[en], 1839
    - Garifuna[sv] Mathis[sv], 1997
    - Hyadina[en] Haliday in Curtis, 1837
    - Lytogaster[sv] Becker, 1896
    - Nostima[en] Coquillett, 1900 (=Philygriola)
    - Parahyadina[d] Tonnoir & Malloch, 1926
    - Parydroptera[nl]
    - Pelina[en]
    - Pelinoides[sv] Cresson, 1931
    - Philygria[en] Stenhammar[en], 1844 (=Cressoniella, Pseudohyadina)

  - Ilytheini[d]
    - Donaceus[sv] Cresson, 1943
    - Ilythea[en] Haliday, 1839
    - Zeros[sv] Cresson, 1943
- Incertae sedis
  - Microlytogaster[d] Cresson, 1924
  - Rhynchopsilopa[en] Hendel, 1913
  - Risa[en] Becker[en], 1907